# Slaget vid Bannockburn
Slaget vid Bannockburn (skotsk gaeliska: Blàr Allt a' Bhonnaich), som ägde rum 23-24 juni 1314, var ett slag under det första skotska frihetskriget.

## Slaget
Då skottarna besegrats vid Falkirk 1298 och William Wallace avrättats 1305 såg det mörkt ut för Skottlands självständighet. Edvard I dog dock 1307, gammal och sjuk, och hans son Edvard II var känd som en vekling. På den skotska sidan tog Robert I Bruce upp kampen. En ny engelsk armé skickades norrut för att undsätta det av skottarna belägrade Stirling Castle och för att en gång för alla göra slut på upproret. Men Edvard II var inte samma härförare som hans far varit. Robert Bruce, däremot, var minst lika skicklig och kall som Wallace. Han beslöt att använda samma taktik som vid Falkirk, med skiltroner. Engelsmännen anföll konstant, men skottarna vägrade ge vika. Skiltronerna var närmast ogenomträngliga. Engelsmännen anföll igen om natten, men lyckades inte heller då. Efter otaliga stormningsförsök och höga förluster för Edvard så flydde engelsmännen i rädsla nästa dag för att de (i det läget) nästan lika många skottarna skulle göra ett stormningsanfall. Edvard II red iväg i panik och tog en båt till London.